# アンディー・エリス
アンディー・エリス（Andy Ellis、本名Andrew Thomas Ellis、1980年8月19日 - ）は、 アメリカ合衆国テキサス州ラメサ出身のプロバスケットボール選手である。ポジションはセンターフォワード（CF）。

## 学生時代
地元のラメサ高校卒業後、テキサス工科大学に進学し、アンドレ・エメット、マイキー・マーシャルらと共にNCAAで活躍。

## bjリーグ
大学卒業後、トルコリーグのベシクタシュ・イスタンブールなどを経て2006年に大分ヒートデビルズに入団。
オールスターのメンバーにも選出され、WESTチームの最多得点を記録した。
2006-2007シーズンの総得点数は978得点でリーグ最多だったが、1試合平均得点ではジョン・ハンフリーにあと0.8得点の2位に終わった。
翌、2007-08シーズンは、平均得点1位のタイトルを獲得。
2008年オフ、浜松・東三河フェニックスへ移籍。登録名は大分時代とは違い、アンディ・エリスとなっている。しかしシーズン途中の12月で契約解除。
コミッショナーの河内敏光曰く、「エリスはオフェンスだけならNBAで通用する。」とコメントしている。

## 個人受賞歴
- サークルKサンクス週間MVP
- 2007－2008シーズン 最多得点（1試合平均）